# Quinta de Bolívar

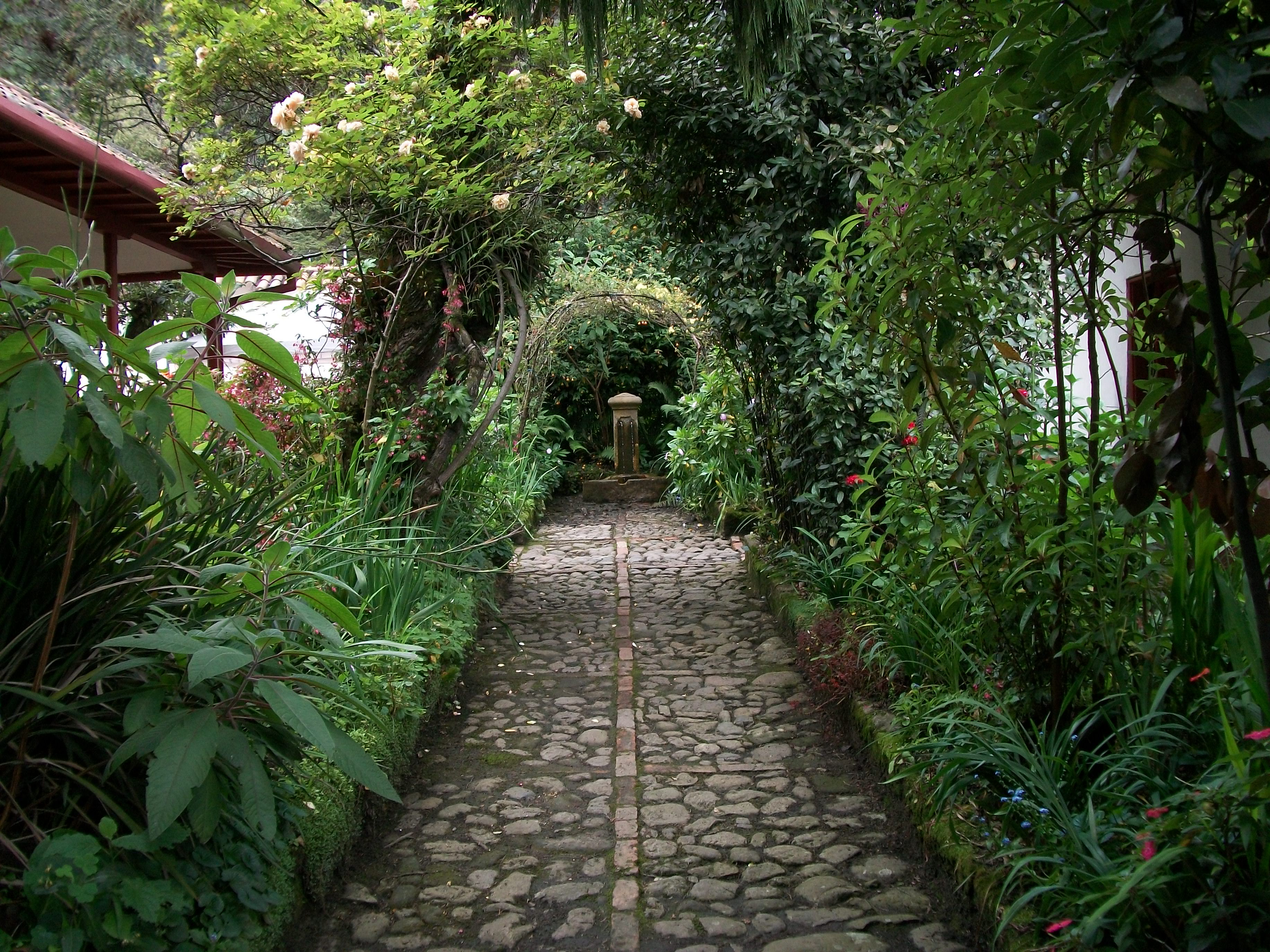
Les jardins de la Quinta de Bolivar.

La Quinta de Bolívar est une maison de style colonial située à La Candelaria, le 17e district de Bogota, la capitale de la Colombie. Elle a servi de résidence à Simon Bolivar dans la capitale après la guerre d'indépendance colombienne. Elle est utilisée comme musée consacré à la vie et à l'époque de Bolivar.

## Histoire
L'histoire de la maison remonte à la fin du XVIIe siècle lorsque le terrain fut vendu par le chapelain de Monserrate à José Antonio Portocarreño, un marchand espagnol, qui y construisit une maison de campagne . Après sa mort, ses héritiers ne pouvaient plus entretenir la propriété et elle était en mauvais état au moment où le gouvernement nouvellement indépendant l'a achetée et l'a donnée à Bolivar en signe de reconnaissance pour son rôle dans la guerre d'indépendance. La maison a été restaurée pour ses besoins et, entre 1820 et 1830, Bolivar y est resté pendant de courtes périodes lorsqu'il visitait Bogota.
Après que Bolivar a du abandonner la capitale, il a donné la maison à son ami José Ignacio Paris. Plus tard, la maison a changé de mains plusieurs fois et tout au long du XIXe siècle, elle a été utilisée pour les usages les plus divers: elle a fait office de maison de santé, de brasserie, de tannerie et d'école de filles . Enfin, en 1919, lors d'une nouvelle vente de la propriété, la Société historique colombienne et la Société d'embellissement de Bogota ont lancé une campagne nationale de collecte de fonds afin de l'acheter. La Quinta Bolivar a depuis lors fait fonction de musée, contenant des artefacts de la période de l'indépendance, y compris des objets ayant appartenu à Simon Bolivar. Elle est également utilisée pour l'accueil d'événements diplomatiques et culturels. Plusieurs projets de restauration importants ont été entrepris pour adapter le bien à sa fonction actuelle.
Le 17 janvier 1974, Álvaro Fayad, l'un des cofondateurs du mouvement de guérilla M-19, a volé l'épée de Bolivar laissant derrière lui une note qui commençait par : « Bolivar, ton épée revient sur le champ de bataille ». Le 31 janvier 1991, Antonio Navarro, un chef du M-19, a rendu l'épée dans le cadre des négociations de paix du groupe avec le gouvernement,.
La Quinta de Bolívar acquiert le statut de monument national via la décret no 1584 du 11 août 1975 tandis que la résolution no 1705 du 5 août 2010 en définit son paramètre délimité.

## article connexe
- Liste des monuments nationaux de Bogota